# ساخت ایتالیا (فیلم ۱۹۶۵)
ساخت ایتالیا (انگلیسی: Made in Italy) فیلمی کمدی به کارگردانی نانی لوی است که در سال ۱۹۶۵ منتشر شد.

## بازیگران
- رنتسو مارینیانو
- کلودیو گورا
- مارینا برتی
- آلدو جوفره
- والتر کیاری
- لئا ماساری
- میلنا ووکوتیک
- آلدو فابریتسی
- ویرنا لیزی
- جولیو بوزتی
- سیلوا کوشچینا
- ژان سورل
- نینو مانفردی
- پپینو د فیلیپو
- تکلا اسکارانو
- آلبرتو سوردی
- کلودی لانژ
- آنا مانیانی
- آندره‌آ ککی
- مارچلا روونا
- فرانکو بالدوچی
- جان‌پی‌یرو آلبرتینی
- اوگو فانگارجی
- آنیتا دورانته
- رزالینا ماجو
- میکائلا ازدرا
- میکله آبروتسو
- کارلو تارانتو
- ماریو پیسو
- کارلو پیساکانه
- پی‌یترو کارلونی
- انتسو لیبرتی
- ماریو فِرِرا